# 微果草
微果草（学名：Microcaryum pygmaeum）是紫草科微果草属的植物。分布在锡金以及中国大陆的四川等地，生长于海拔3,900米至4,700米的地区，常生于高山草甸，目前尚未由人工引种栽培。